# Thelcticopis virescens
Thelcticopis virescens là một loài nhện trong họ Sparassidae.
Loài này thuộc chi Thelcticopis. Thelcticopis virescens được Mary Agard Pocock miêu tả năm 1901.